# Sin After Sin
Sin After Sin ist das dritte Studioalbum der britischen Heavy-Metal-Band Judas Priest. Es erschien am 8. April 1977 und ist das einzige Album mit Schlagzeuger Simon Phillips. Letztmals ist das Logo in Frakturschrift auf dem Album zu sehen.

## Hintergrund
Sin After Sin wurde mit Roger Glover als Produzenten und Mark Dodson als Toningenieur begonnen, auch auf Wunsch des Labels, das einen erfahrenen Produzenten wollte, wohingegen die Gruppe eher in Eigenregie aufnehmen wollte. So trennte sie sich nach einer Session von Glover. Doch die Aufnahmen in eigener Regie verliefen nicht zur Zufriedenheit der Gruppe, so holte sie nach wochenlanger Arbeit Glover zurück und vollendete das Album mit ihm. Auch trennte sie sich während der Aufnahmen von ihrem Schlagzeuger Alan Moore und buchte Sessiondrummer Simon Phillips für das Album. Stilistisch tendiert das Album eher zum Siebziger-„Bombastrock“ als zum Heavy Metal der nachfolgenden Platten.
Das Album zeigt noch den alten Judas-Priest-Schriftzug; erst mit dem nächsten Album Stained Class wurde das heute bekannte Logo verwendet. Als Single erschien das Joan-Baez-Cover Diamonds And Rust.

## Titelliste
| Nr. | Titel               | Autor(en)                      | Länge |
| --- | ------------------- | ------------------------------ | ----- |
| 1.  | Sinner              | Rob Halford, Glenn Tipton      | 6:45  |
| 2.  | Diamonds And Rust   | Joan Baez                      | 3:27  |
| 3.  | Starbreaker         | Halford, K. K. Downing, Tipton | 4:49  |
| 4.  | Last Rose of Summer | Halford, Tipton                | 5:37  |

| Nr.          | Titel                           | Autor(en)                | Länge |
| ------------ | ------------------------------- | ------------------------ | ----- |
| 5.           | Let Us Prey/Call for the Priest | Halford, Downing, Tipton | 6:12  |
| 6.           | Raw Deal                        | Halford, Tipton          | 6:00  |
| 7.           | Here Come the Tears             | Halford, Tipton          | 4:36  |
| 8.           | Dissident Aggressor             | Halford, Downing, Tipton | 3:07  |
| Gesamtlänge: | Gesamtlänge:                    | Gesamtlänge:             | 40:07 |

## Rezeption
Allmusic gab dem Album vier von fünf Sternen.
Dissident Aggressor wurde 1988 von Slayer auf South of Heaven gecovert.

### Charts und Chartplatzierungen
| ChartsChartplatzierungen     | Höchstplatzierung | Wochen |
| ---------------------------- | ----------------- | ------ |
| Vereinigtes Königreich (OCC) | 23 (6 Wo.)        | 6      |

### Auszeichnungen für Musikverkäufe
| Land/Region               | Auszeichnungen für Musikverkäufe (Land/Region, Auszeichnung, Verkäufe) | Verkäufe |
| ------------------------- | ---------------------------------------------------------------------- | -------- |
| Vereinigte Staaten (RIAA) | Gold                                                                   | 500.000  |
| Insgesamt                 | 1× Gold ·                                                              | 500.000  |